# Бутијски залив
70° 40′ N 91° 00′ W / 70.667° С; 91.000° З
Бутијски залив ( /ˈˈbuːθiə//) је водена површина у Нунавуту у Kанади. Подељен је између регије Kитикмеот на западу и регије Бафинова земља на истоку. Спаја се с пролазом Принца Регента, с којим заједно сачињава један залив са различитим именима за његове делове. У смеру казаљке на сату, заливв је окружен Бафиновим земљом, теснацем Фури анд Хекла, полуострвом Мелвил, канадским копном, Бутијским полуострвом и евентуално пролазом Белот ако се сматра да се залив простире толико на север. Јужни крај је залив Комите, северозападно од кога се налазе полуострво Симпсон и залив Пелy. Поред његове везе с пролазом Принца Регента, може се помоћу ледоломца ићи на исток ка теснацу Фури енд Хекла, или, уз мало среће, проћи на запад кроз теснац Белот.
Године 1822, залив су опазили неки људи Вилијама Едварда Перија који су пешке прелазили теснац Фури енд Хекла. Године 1829. ушао је Џон Рос у залив који је био залеђен четири године и назвао га по свом патрону Сир Феликсу Бутијеу. Његов јужни крај је истражио Џон Рај зиме 1846/47 када му је приступио с копна на југу.